# 康健民 (电影家)
康健民（1955年5月—），男，中华人民共和国电影家，一级编剧，曾任中国文学艺术界联合会主席团委员，中国电影家协会分党组书记、常务副主席。